# Borszeg
Borszeg (Burzuc), település Romániában, a Partiumban, Bihar megyében.

## Fekvése
Nagyváradtól északkeletre, Az érmelléki hegyek között, a Gyelucz nevű hegyoldal alatt, Szalárdtól délkeletre fekvő település.

## Története
Borszeg nevét 1421-ben említette először oklevél p. wolachalis, Borzlyk, Borzlik írásmóddal. 1808-ban nevét Borzik, Burzuk, 1888-ban Borzik, 1913-ban Borszeg alakban írták.
A település birtokosai a gróf Csáky, a Kovács, Gyalokay és a Vay családok voltak, a 20. század elején pedig Ursziny Béla volt a nagyobb birtokosa. Hozzá tartozott Csurgó puszta is.
1910-ben 1196 lakosából 191 magyar, 1005 román volt. Ebből 92 református, 975 görögkeleti ortodox, 42 izraelita volt.

## Nevezetességek
- Görögkeleti temploma -  a 19. század első felében épült.